# Masalit (langue)
Cet article concerne la langue masalit. Pour le peuple masalit, voir Masalit.
Le masalit est une langue nilo-saharienne parlée au Soudan, au Darfour, ainsi que de l'autre côté de la frontière, dans l'Est du Ouaddaï, au Tchad, par les Masalit.

## Classification
Le masalit appartient au groupe des langues mabanes, une des familles de l'ensemble nilo-saharien.

## Répartition géographique
Le récent conflit du Darfour a, semble-t-il, déplacé la plupart des Masalit soudanais vers le Tchad. Il n'est donc pas certains que la langue soit encore parlée au Soudan.
Néanmoins, il en reste beaucoup. Lors de la guerre civile en cours au Soudan depuis avril 2023, il apparaît que les Masalit restants sont particulièrement frappés par les crimes de guerre contre les civils.

## Écriture
Le masalit peut être écrit avec l’alphabet national tchadien basé sur l’alphabet latin.
| a | â | b | c | ch | d | e | ê | f | g | h | i | î | j | k | l | m | mb | n | nd | nj | n | n̰ | ŋ | ŋg | o | ô | r | s | t | u | û | w | y | z |

## Phonologie
Les tableaux présentent les voyelles et les consonnes du masalit.

### Voyelles
|         | Antérieure  | Centrale | Postérieure |
| ------- | ----------- | -------- | ----------- |
| Fermée  | i [i] ɪ [ɪ] |          | u [u]       |
| Moyenne | e [e] ɛ [ɛ] |          | o [o] ɔ [ɔ] |
| Ouverte |             | a [a]    |             |

### Consonnes
|              |              | Labiales | Alvéolaires | Latérales | Dorsales | Dorsales | Glottales |
| ------------ | ------------ | -------- | ----------- | --------- | -------- | -------- | --------- |
| Palatales    | Vélaires     | Labiales | Alvéolaires | Latérales |          |          | Glottales |
| Occlusives   | Sourde       |          | t [t]       |           |          | k [k]    |           |
| Occlusives   | Sonore       | b [b]    | d [d]       |           |          | g [g]    |           |
| Fricative    | Sourde       | f [f]    | s [s]       |           | š [ʃ]    |          | h [h]     |
| Fricative    | Sonore       |          |             |           | j [ʒ]    |          |           |
| Affriquée    | Affriquée    |          |             |           | c [t͡ʃ]   |          |           |
| Nasale       | Nasale       | m [m]    | n [n]       |           | ñ [ɲ]    | ŋ [ŋ]    |           |
| liquide      | liquide      |          | r [r]       | l [l]     |          |          |           |
| Semi-voyelle | Semi-voyelle | w [w]    |             |           | y [j]    |          |           |

Edgar ajoute un nombre de phonèmes de fréquence rare, tels que [ɥ], [p], [v] et  deux clics. Certains phonèmes sont limités aux emprunts à l'arabe, [z] [x].

### Langue tonale
Le masalit possède cinq tons: haut, bas, descendant, montant, et un abaissement tonal distinctif.